# Landtag della Renania Settentrionale-Vestfalia
Il Landtag della Renania Settentrionale-Vestfalia (Dieta statale della Renania Settentrionale-Vestfalia) è l'assemblea legislativa monocamerale dello stato tedesco della Renania Settentrionale-Vestfalia. La sede del parlamento è la Landtagsgebäude di Düsseldorf.